# انفعال (خرف)
الانفعال في مرحلة ما قبل الخرف وبعد الإصابة الخرف هو تأثير محزن يؤدي إلى مزاجٍ سيئ وعدوانية تجاه الآخرين في كثير من الأحيان، مثل أفراد الأسرة ومقدمي الرعاية الآخرين. غالبًا ما يكون الانفعال جزءًا من الخرف وغالبًا ما يسبق تشخيص اضطرابات الإدراك الشائعة المرتبطة بالعمر مثل مرض الزهايمر (AD). أكثر من 80% من الأشخاص الذين يصابون بمرض الزهايمر يصبحون في نهاية المطاف مضطربين أو عدوانيين. يتداخل الانفعال في الخرف مع الانفعال النفسي الحركي، لكنه ليس نفسه دائمًا، وذلك اعتمادًا على التعريف المستخدم. على الرغم من أن بعض المختصين يعتبرونهما مترادفين،  فإن الاضطراب النفسي الحركي بحكم التعريف ("الحركي") ينطوي على حركات غير تكيفية، في حين أن الاضطراب في مرحلة ما قبل الخرف والخرف غالبًا ما ينطوي على الضيق والخوف والعدوانية حتى في حال عدم وجود الحركات المتكررة بلا هدف (مثل المشي). تنظر وجهة النظر المرادفة إلى الموضوع بأكمله باعتباره طيفًا واحدًا قد تنشأ فيه حركات متكررة بلا هدف أو لا تنشأ، أو تتراجع، في أوقات مختلفة.

## التقييم
من المهم استبعاد العدوى والأسباب البيئية الأخرى للانفعال، مثل المرض أو أي إزعاج جسدي آخر، قبل البدء في أي تدخل علاجي. إذا لم يُعثَر على مثل هذا التفسير، فمن المهم دعم مقدمي الرعاية وتثقيفهم حول استراتيجيات بسيطة مثل التشتيت الذي قد يؤخر النقل إلى الرعاية المؤسسية (وهو ما يحدث غالبًا بسبب بداية الانفعال). 

## العلاج
في 11 مايو 2023، وافقت إدارة الغذاء والدواء على عقار بريكسبيبرازول (الاسم التجاري – ريكسالتي  ) ليكون دواءً موصوفاً لعلاج الانفعال في الخرف. 
قد يبدأ العلاج الطبي باستخدام مثبط الكولينستريز، والذي يبدو أكثر أمانًا من البدائل الأخرى على الرغم من أن الأدلة على فعاليته مختلطة. إذا لم يؤدّ هذا إلى تحسين الأعراض، فقد تقدّم مضادات الذهان غير التقليدية بديلاً، على الرغم من أنها فعالة ضد الانفعال فقط على المدى القصير في حين تشكل خطرًا موثقًا جيدًا للأحداث الدماغية الوعائية (مثل السكتة الدماغية ). هناك تدخلات أخرى محتملة لم تُدرس جيداً لهذه الحالة، مثل مضادات الذهان التقليدية أو مضادات الاكتئاب.